# Moorleichen von Wijster
Die Moorleichen von Wijster (englisch Wijster four) ist eine Gruppe von vier Moorleichen aus dem 16. Jahrhundert, die 1901 in einem Moor in der Nähe von Wijster in der niederländischen Provinz Drenthe gefunden wurden. Die mit den Leichen geborgenen Gegenstände werden im Drents Museum in Assen aufbewahrt.

## Fund
Der Torfstecher Lenze Bakker stieß am 5. Juni 1901 bei seiner Arbeit im Moor Oostwestveen bei Wijster auf die Überreste mehrerer durch die Lagerung im Moor mumifizierter Leichen und Kleidungsreste. Er benachrichtige umgehend den Bürgermeister W. C. de Vidal de Saint Germain und den Polizisten J. Mulder. Beide erkannten nach kurzen Untersuchungen, dass hier kein modernes Verbrechen vorlag. Bürgermeister de Vidal vermutete einen besonderen Fund und ließ umgehend Teile der Kleidung an das Provinciaal Museum van Oudheden, das heutige Drents-Museum, in Assen senden. Er beauftragte Arbeiter, die Leichen wieder einzugraben. Aus einer Zeitungsnotiz erfuhr der Finanzbeamte G. J. Landweer von diesem Fund. Landweer war ein historisch interessierter Laie, der seit 1892 als Verbindungsmann des Provinzialmuseums auf der Suche nach Hinweisen zu archäologischen Funden durch die Provinz Drenthe reiste, um diese für das Museum zu sichern und die Fundstellen zu fotografieren. Er traf am 6. Juni dort ein, musste aber feststellen, dass die Fundstelle bereits von Neugierigen umgegraben wurde, die Teile der Leichen und Fundstücke mitgenommen oder andernorts wieder verkuhlt hatten. Landweer gelang es noch, drei Schädel, einige Knochen und Gewebereste auszugraben. In einer Kuhle fand er eine gut erhaltene Hand, die vermutlich durch den Torfabbau von einem Körper abgetrennt war.
Einige Tage später wurden in direkter Nähe der Fundstelle ein Kupferkessel sowie 16 Münzen aus dem Torf geborgen.
Fundort: 52° 49′ 13″ N, 6° 32′ 38″ O

## Befunde
Die von Landweer geborgenen Leichenteile waren drei Schädel, der eines Erwachsenen sowie zwei von jüngeren Individuen. Der Schädel des Erwachsenen war der einer kräftigen Person, der jedoch nach der Ausgrabung zerstört worden war. In den Schädeln waren Reste der Gehirne als weiße Masse vorhanden. Die Schädel der jüngeren Individuen waren durch die lange Lagerung stark in Mitleidenschaft gezogen. An einem der Schädel hingen noch Teile der Wirbelsäule mit anhängenden Rippen, größere Teile der Haut und Reste innerer Organe. Alle Knochen waren durch die Lagerung im sauren Moormilieu stark entkalkt und aufgeweicht. Nachdem sie aus dem Moor genommen wurden, trockneten sie aus und schrumpften sehr stark ein. Von den Leichenteilen existieren heute nur noch wenige Fragmente, darunter eine kleine Zahl Skelettteile und die rechte Hand einer Person, die durch die lange Lagerung im Moor und die anschließende Trocknung jetzt sehr zierlich und klein wirkt.
Alle Individuen starben vor dem Erreichen ihres 25. Lebensjahres. Einer der Männer trug eine wollene, rote Jacke mit Ärmeln in der Art eines Wamses mit einer darüber gezogenen ledernen Weste oder Jacke, deren Ärmel verloren sind. Ein anderer Mann hatte eine wollene, dunkelgrüne Kniehose, jedoch lässt sich jetzt nicht mehr rekonstruieren, welcher der Männer diese trug. Daneben wurden weitere Textilfragmente und die Reste eines Ledergürtel gefunden. Reste eines Futters waren an den Stoffteilen des Wamses nicht mehr erkennbar, da die Kleidungsstücke nach dem Fund gründlich gewaschen wurden. Der Wams war am Kragen und den Ärmelbündchen durch aufgenähte, zackenförmig eingeschnittene schmale Stoffbänder verziert. Die wollenen Kleidungsteile bestanden aus einem mittelmäßig feinen Wolltuch in Leinwandbindung. Die Art des Verschlusses lässt sich nicht klar erkennen, möglicherweise erfolgte dieser durch kleine Haken und Ösen aus vergangenem Metall. Bei dem Tuch des Wamses betrug die Webdichte 13–14 Kettfäden und 18–19 Schussfäden je Zentimeter, das Tuch der Hose war mit 11–12 Kett- und 10–11 Schussfäden pro Zentimeter etwas grober. Die Kettfäden beider Tuche waren Z- und die Schussfäden der Hose S-gedreht, wohingegen beim Tuch des Wamses zwei in s-Richtung gedrehte Fäden in Z-Zwirnung eingeschossen wurden. Der Umfang des Hosenstoffes beträgt am Bund 225 cm, jedoch verhindert die fehlende Einfassung des Hosenbundes die Rekonstruktion der ursprünglichen Taillenweite der im Bund stark gerafften Hose. Die Lederjacke oder -weste ist nicht vollständig erhalten, lediglich beide Vorderteile und das untere Stück des Rückenteiles sind erhalten. Das Leder war nicht von guter Qualität, es zeigt starke Abnutzungsspuren und Nähte von nachträglichen Änderungen. Entlang der Frontkanten der Vorderteile verlaufen je eine Reihe kleine Knopflöcher, die jedoch keinen eindeutigen Hinweis auf die Art des Verschlusses zulassen. Die weiteren Gegenstände waren ein kleiner Kochkessel aus Kupfer sowie neun Silber- und sieben Kupfermünzen. Beobachtungen vor Ort ergaben, dass die Toten nicht zufällig im Moor endeten oder dort verunglückten. Nachdem die Leichen in das Moor gelangten, wurden sie mit Zweigen abgedeckt, möglicherweise um sie unter Wasser zu halten.

## Deutung
Über die Todesursache der Moorleichen gibt es zahlreiche Hypothesen, die sich alle jedoch nicht sicher bestätigen lassen. Ein Raubmord kann mit hoher Wahrscheinlichkeit ausgeschlossen werden, da sie mit wertvollen Münzen und einem Kupferkessel ins Moor gelangten. Der gleichzeitige Tod der vier und die Tatsache, dass versucht wurde, ihre Körper unter Wasser zu halten, deutet darauf hin, dass sie keines natürlichen Todes starben und sie hier deponiert wurden. Die geborgenen Münzen und der Kupferkessel verleiteten zu einer Theorie, wonach der Tod der vier Personen einen magischen oder kultischen Hintergrund hatte und möglicherweise mit einem heidnischen Opferritual im Zusammenhang gestanden haben könnte, das die Christianisierung noch einige Jahrhunderte überdauerte. Die relativ einfache und in Teilen abgetragene Kleidung lässt vermuten, dass es sich bei deren Trägern um Angehörige einfacher sozialer Schichten, möglicherweise Handwerker handelte.

### Datierung
Die jüngste der 16 Münzen (Schlussmünze) wurde im Jahre 1585 geprägt, weswegen man davon ausgehen kann, dass die Leichen nicht vor diesem Jahr ins Moor gelangt sein können. Eine 14C-Datierung von 15 Proben aus den Knochen, der Haut, der Wollkleidung und den Hölzern mittels Beschleuniger-Massenspektrometrie (AMS) ergab ein Todesdatum um das Jahr 1600 nach Chr. Das Ergebnis bestätigte die textiltypologische Datierung der Kleidungsteile sowie die Münzdatierung. Dagegen erbrachten die Proben aus dem Torf eine Datierung in das 8. oder 9. Jahrhundert, weswegen davon auszugehen ist, dass die Leichen bei ihrer Versenkung in eine alte Moorschicht gelangten. Ein 14C-Datierungsversuch mehrerer Haut- und Haarproben bestätigte diese Datierung.

## Vergleichsfunde
Ähnliche Funde mehrerer miteinander im Moor versenkter Personen gibt es unter anderem mit den Männern von Weerdinge aus dem Bourtanger Moor und den Männern von Hunteburg aus dem Großen Moor im Landkreis Osnabrück.